# Gornja Večeriska
Gornja Večeriska es un pueblo perteneciente al municipio de Vitez, en el cantón de Bosnia Central, Bosnia y Herzegovina.

## Superficie
Cuenta con una superficie de 6,19 kilómetros cuadrados.

## Demografía
Hasta 2013 la población era de 374 habitantes, con una densidad de población de 60,4 habitantes por kilómetro cuadrado.
| Gráfica de evolución demográfica de Gornja Večeriska entre 1961 y 2013 |
|                                                                        |
| Datos según Population statistics of Eastern Europe & former USSR.     |